# Selva

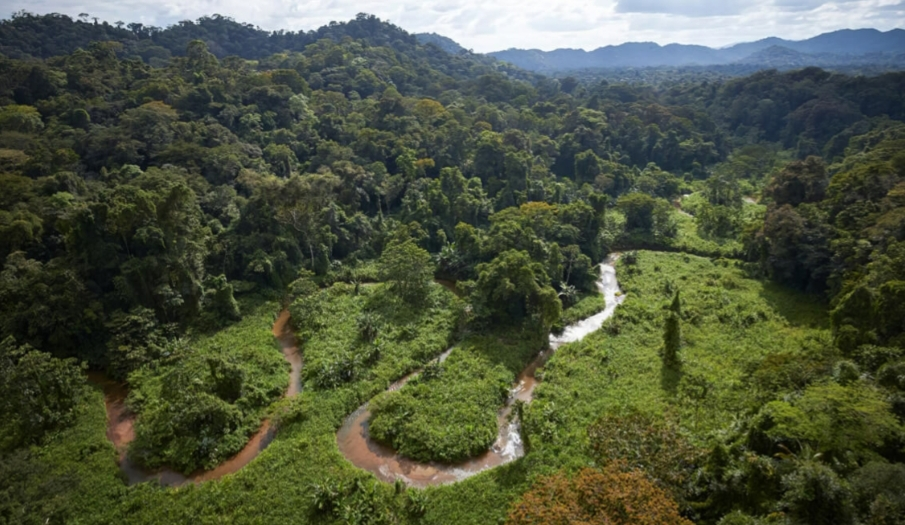
Selva tropical en la Reserva de la biosfera de Río Plátano en Honduras.

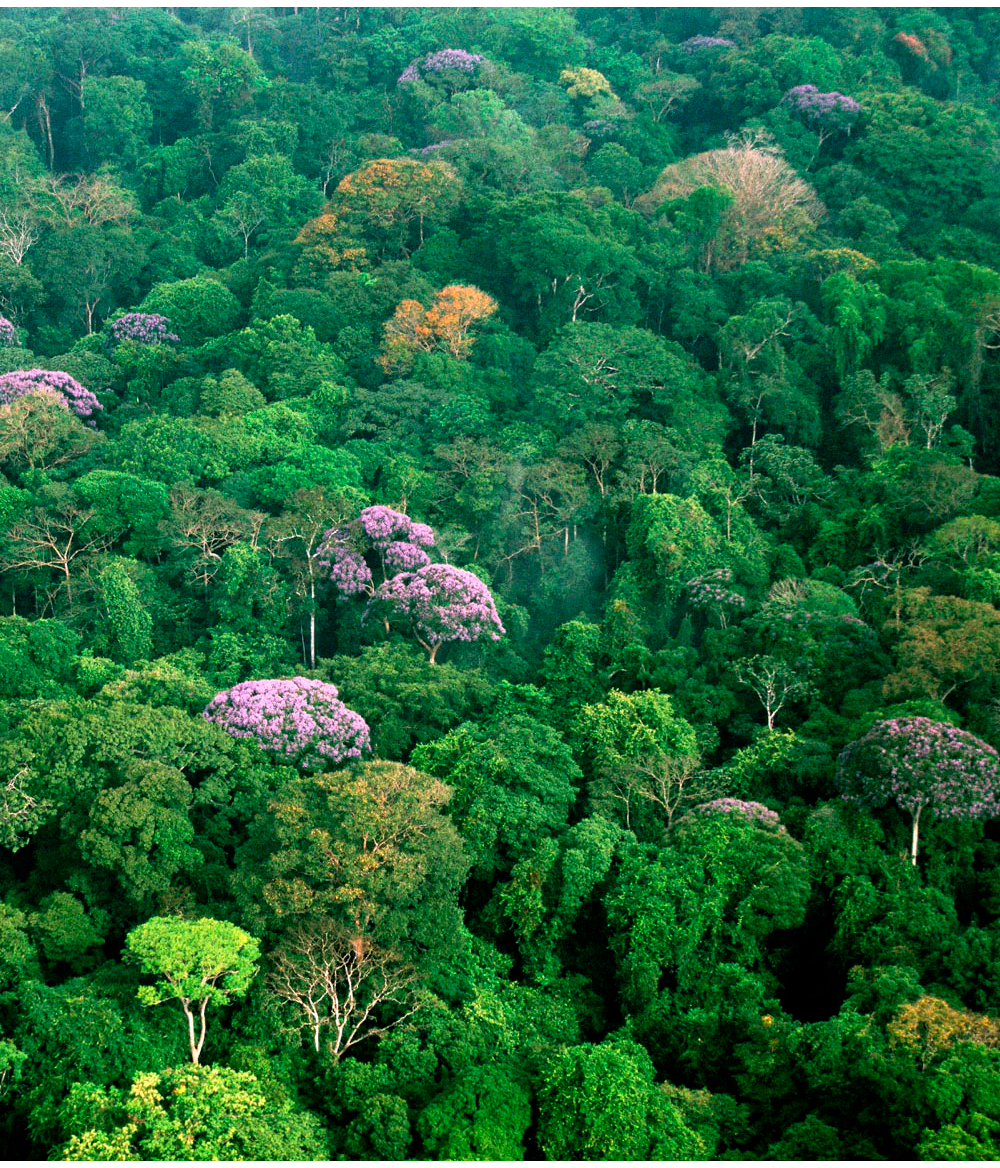
Selva macrotérmica de la zona intertropical en Barro Colorado, Canal de Panamá. Obsérvese la extraordinaria biodiversidad que se manifiesta en la distinta floración y épocas de la misma, de las especies vegetales.

Se llama selva, jungla o bosque lluvioso tropical a los bosques densos con gran diversidad biológica, vegetación de hoja ancha (tipo frondosa) por lo general, con dosel cerrado, sotobosque biodiverso y varios “pisos”, “estratos” o “niveles” de vegetación: desde árboles que pueden superar los 30 metros, en los pisos altos hasta los musgos y helechos al ras del suelo, al cual difícilmente llega la luz solar (por este motivo también abundan los hongos), con abundancia de lianas y epífitas. Estas condiciones suelen darse en las áreas cálidas y lluviosas intertropicales de la Tierra, típicas de los climas cálidos (macrotérmicos) identificados con la letra A en la clasificación de Köppen; por tal motivo en la actualidad, cuando se habla de selva lo más usual es que se aluda a las llamadas selvas tropicales, riquísimas en biodiversidad y grandes retenedoras de agua dulce, ya sea por su clima tropical húmedo merced a la sombra y al “efecto esponja” de las densas vegetaciones o ya sea por el agua misma que contiene la enorme masa vegetal de las selvas tropicales.
En sentido estricto, no debería llamarse tropical, ya que en los trópicos lo que predomina no es la selva sino el desierto; si se habla de clima tropical y vegetación tropical como de selva, se debe a la influencia del idioma inglés con el término ampliamente extendido de tropics. La denominación correcta debería ser de vegetación ecuatorial, con reservas, porque no en toda la zona ecuatorial hay clima lluvioso todo el año y vegetación de selva (por ejemplo, en las islas Galápagos o la costa noroeste del Perú). Y si se habla de la zona tropical con relación al clima tendría que hacer referencia a toda la zona intertropical, que es la zona latitudinal caracterizada por los climas isotermos, sin que haya un solo tipo de vegetación (de selva) ni un solo tipo de clima. Al contrario, en la zona intertropical existen casi todos los tipos climáticos y de vegetación que pueden encontrarse en todas las latitudes de la Tierra
Una selva tropical es un bioma de la zona intertropical con vegetación exuberante, en regiones de clima isotermo con abundantes precipitaciones y con una extraordinar
Existen muchas especies vegetales diferentes, pero con pocos ejemplares de cada especie en cada unidad de superficie. Este tipo de bioma se da en climas tropicales, especialmente en la franja ecuatorial, y algunas veces en las regiones subtropicales, en este último caso, en condiciones muy específicas y favorables. El nombre de selva tropical es de uso muy extendido y el nombre de selva ecuatorial es en realidad equivalente pero definido desde el punto de vista de su localización latitudinal.
Las selvas son el hábitat de dos terceras partes de toda la biodiversidad de fauna y flora del planeta. Aún quedan por descubrir millones de especies de plantas, insectos y microorganismos. Las selvas tropicales se suelen llamar “la mayor farmacia mundial” debido a la gran cantidad de medicinas naturales que provienen de ellas.

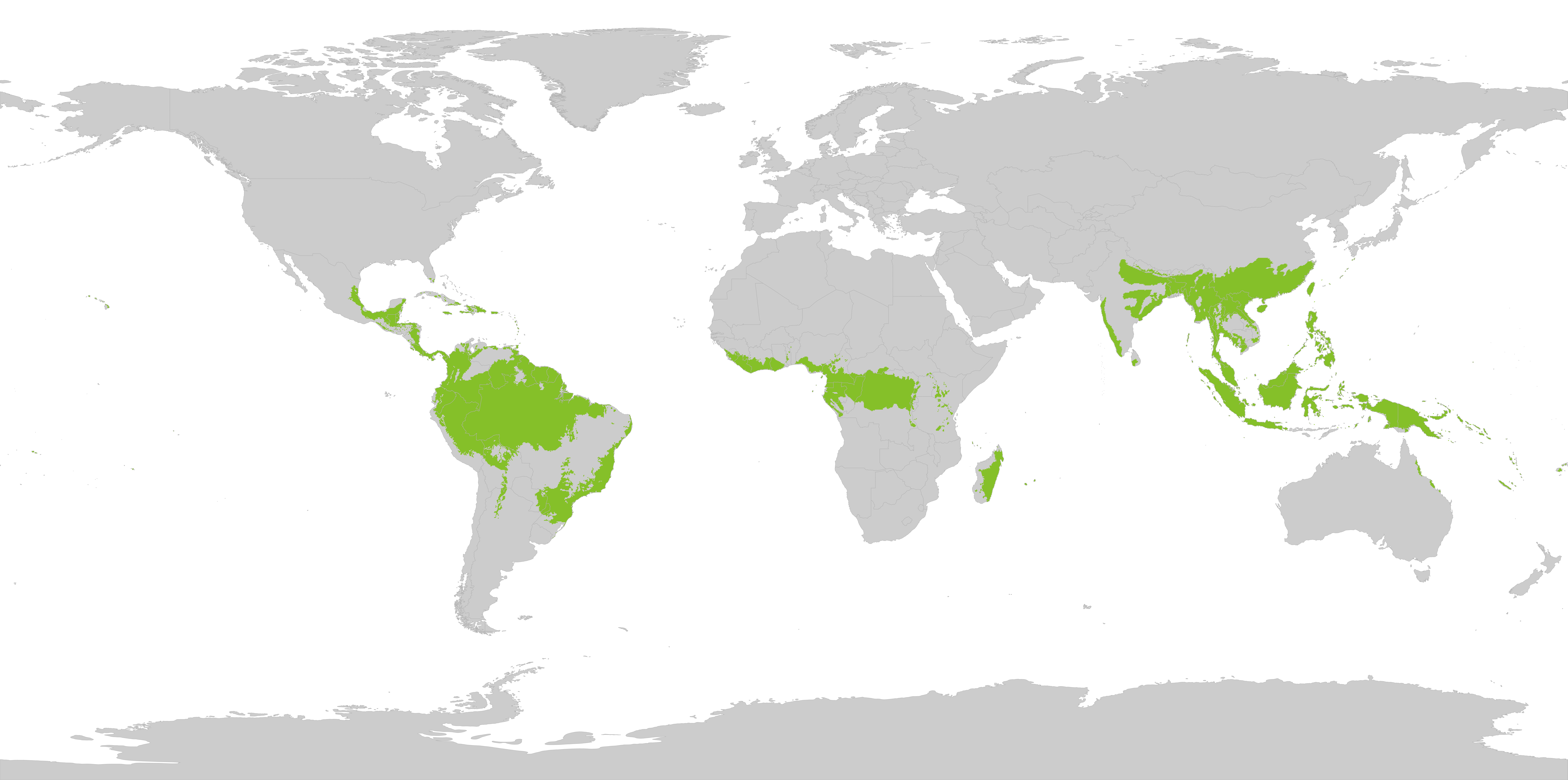
Mapa global de las selvas. Incluye a las selvas tropicales, selvas subtropicales, bosques secos monzónicos y bosques de montaña.

## Términosselva,bosqueyjungla
Selva proviene del latín silva, que significa 'terreno arbolado'; bosque viene del fráncico *busk, que significa 'arbusto' y por extensión 'monte de árboles'; y jungla viene del sánscrito jangala, que es un terreno silvestre (es decir, no cultivado) y por extensión un bosque como los indostánicos.
Estos términos tienen un origen similar y su significado se presta a ambigüedad; incluso se puede constatar que la segunda acepción de estos mismos tres términos es la misma: “gran desorden, confusión, maraña, asunto complejo”. A veces un entorno urbano puede ser llamado una selva o una “jungla de cemento”, “de hormigón” o “de concreto” refiriéndose a los edificios. El término “la ley de la selva” es también originariamente usado en este tipo de contexto, en la novela El libro de la selva (The Jungle Book) de Rudyard Kipling —en donde la sociedad humana y la animal tienen altercados entre sí—. Y lo mismo se puede decir de la novela Canaima de Rómulo Gallegos, ambientada en la selva guayanesa, que relata la enorme dificultad de la lucha contra el medio selvático por parte de los buscadores del caucho a mediados del siglo XX, antes de que se lograra la obtención del caucho artificial como un derivado de la industria petrolera.

### Selva y bosque
No hay un criterio unánime para definir los límites de las regiones consideradas como selva. Los diccionarios definen la selva como un "terreno silvestre muy poblado de árboles", condición que se da comúnmente en las regiones tropicales muy lluviosas. En cambio, bosque se define como un lugar con árboles y arbustos, por lo que es natural que en el habla popular exista una clara diferencia entre selva y bosque. Así pues, la selva corresponde a una floresta densa, biodiversa, de follaje frondoso, de hoja ancha, siempre verde, con dosel cerrado, epífitas y complejo sotobosque. En cambio, el bosque corresponde a la floresta rala o semidensa, con dosel abierto, sotobosque simple, hoja caduca. Según el clima, puede ser xerófilo, espinoso o subcaducifolio —si el clima es seco—, o ser caducifolio o de hoja acicular (de coníferas) —si el clima es frío—.
Esta aparente claridad que diferenciaría a la selva del bosque no se encuentra fácilmente en otros idiomas. De este modo, los estudios más importantes usan el término inglés forest, que en las fuentes redactadas en español se ha universalizado como "bosque" y se ha evitado en gran medida usar el término "selva", pasando ésta a considerarse un "bosque tropical o lluvioso". El problema se agudiza con los regionalismos, ya que en México el término "selva" se extiende a todos los bosques tropicales de frondosas, aunque estos sean muy secos; por otro lado, en Chile se llama comúnmente "selva" a las florestas muy húmedas de las latitudes templadas e incluso subpolares (a lo cual se podría añadir que con algo de razón, si se toma en cuenta el significado de selva como "terreno muy arbolado").

### Jungla

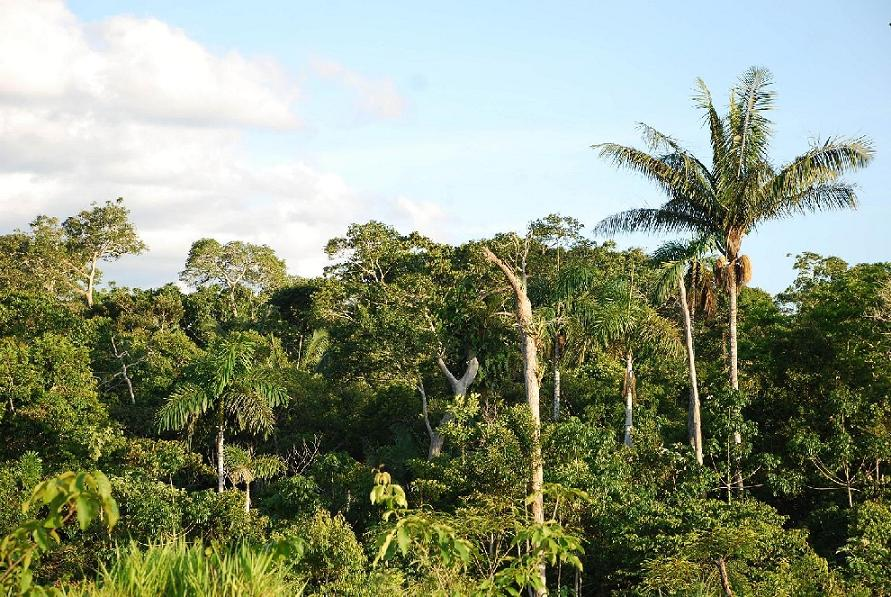
La jungla, selva virgen de Sudamérica, en la frontera amazónica de Perú con Bolivia.

Jungla es un término que se refiere usualmente a la selva densa e impenetrable, de un clima tropical cálido y lluvioso. Alrededor del 6 % de la superficie continental de la Tierra son ecosistemas que podrían clasificarse como jungla, según el uso común del término. Alrededor del 57 % de todas las especies vegetales viven en entornos selváticos.
La palabra jungla es un anglicismo que proviene originalmente del sánscrito ज۬गल jangala 'terreno no cultivado'. Es usado en muchos idiomas del subcontinente indio, donde se refiere a cualquier tierra salvaje (p.ej., en sánscrito), paisajes de bosque (p.ej., en urdu) y selva enmarañada (p.ej., en la interpretación anglo-india).
El término no es usado en un contexto técnico, pero puede describir la selva tropical como bioma forestal, es decir, un bosque caracterizado por una extensa biodiversidad y densamente poblado, incluyendo maleza, árboles jóvenes, enredaderas y lianas, y plantas herbáceas. Como biomas forestales, las junglas están presentes en ambas zonas climáticas cálidas, y están asociadas con fases preclímax de la selva. Por esta razón, la jungla podría distinguirse de la selva tropical, ya que la primera es una maraña profusa de arbustos tropicales, enredaderas y árboles pequeños que crecen en áreas fuera de la copa de bloqueo de luz de una selva tropical, mientras que en la selva los árboles deben sobrevivir buscando la luz solar (que no está presente debido a la espesa vegetación). Por lo tanto, la jungla está algunas veces situada en los bordes de las verdaderas selvas, donde la actividad humana puede incrementarse cuanta más luz solar esté disponible.
En el uso común, no todas las regiones llamadas junglas se pueden calificar como selvas lluviosas, como en el caso de los bosques tropicales del norte de Tailandia o del sur de Guangdong en China. Científicamente, éstos son bosques monzónicos o bosques tropicales de hoja caduca o selvas secas, pero no selvas lluviosas.
Upton Sinclair dio el título La jungla (The Jungle) a su libro sobre la vida de los trabajadores en los corrales (mataderos) de Chicago, para insinuar que ellos estaban siendo despiadadamente explotados.
En un mayor grado de controversia, Ehud Barak —ex primer ministro y actualmente ministro de Defensa— comparó Israel con «una aldea en la jungla».[cita requerida] Los oponentes del Movimiento Israelí sobre la Paz acusaron a Barak de comparar a los vecinos de los israelíes (específicamente: a los palestinos) con «bestias o salvajes, con los que no hay posibilidad de comunicarse, acercarse, darse a conocer o reconciliarse».[cita requerida]

## Características de las selvas
Podríamos resumir las características de la vegetación de selva como algunos :
- Clima: Clima tropical húmedo o Af en la nomenclatura de Köppen para la selva tropical lluviosa, clima monzónico o Am si es selva monzónica o estacional, y clima tropical seco o Aw para la selva seca.
- Temperatura (media anual): En la selva tropical oscila entre los 27 y los 29 °C, hasta los 400 m de altitud o algo más. En la selva subtropical una media de 22 °C y en la selva montana de 18 °C.
- Altitud: Se dispone normalmente en el piso de la tierra caliente. Si se encuentra en pisos superiores, debe hablarse de selvas montañas o nubladas o bosques nubosos.
- Precipitación (media anual): Oscila entre 1500 a 2000 mm y los 3000 mm o más. En el caso del límite inferior debe aclararse que estas lluvias tienen que estar muy bien repartidas durante el año, lo cual solo hace referencia a climas con una localización muy específica.
- Estacionalidad de las lluvias: En las selvas ecuatoriales es casi imperceptible: según el índice xerotérmico de Gaussen todos los meses son lluviosos. Puede presentarse un período de lluvias por debajo del promedio anual pero, por lo general, en todos los meses los montos pluviométricos son suficientes para el desarrollo de este tipo de vegetación. Como consecuencia de ello, los ríos, aunque sean relativamente cortos son de caudal considerable. En las zonas de transición con la vegetación de sabana puede presentarse una breve época de sequía en donde la enorme variedad y riqueza de la vegetación va disminuyendo progresivamente. En cambio en las selvas subtropicales la diferencia estacional es marcada.

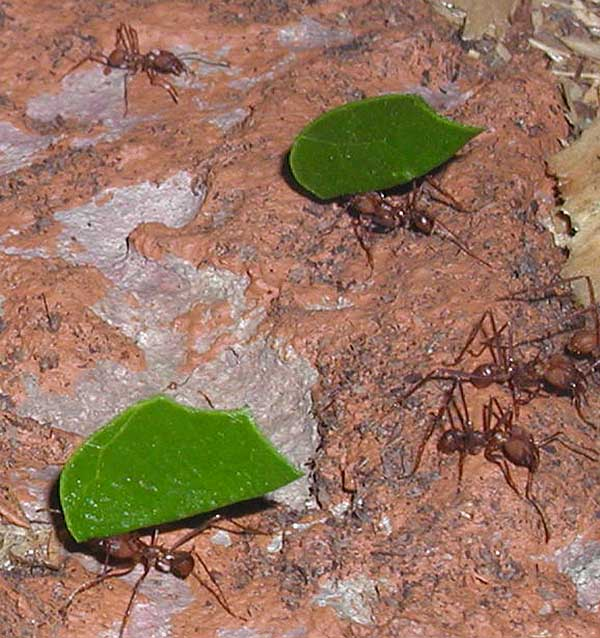
Las hormigas cortadoras de hojas son los principales herbívoros en muchas selvas sudamericanas.

- Suelos: son poco profundos, ácidos y pobres para la agricultura, si los analizamos con criterios de la zona templada. Sin embargo, esta pobreza no es ningún obstáculo para la vegetación nativa, como podemos observar en el desarrollo de las plantas epífitas de la imagen, donde se da el caso extremo de especies vegetales que no necesitan de ningún tipo de suelo. La escasa profundidad de los suelos queda contrarrestada con lo somero de las raíces de los grandes árboles, que tienen contrafuertes para sostener sus troncos y ramas, con la adaptación a las condiciones ambientales y con la extraordinaria biodiversidad, que aprovecha de manera muy eficiente, el agua, la temperatura y la energía solar.
- Latitud: 0-5° latitud N y S (continua) y 5-10° de latitud N y S (discontinua).
- Número de especies: Es la zona que posee mayor número de organismos, tanto vegetales como animales. Sin embargo, hay que señalar que no abundan las especies animales de mediano y gran tamaño, y algunas de estas (jaguar y puma en América, danta, etc.) se limitan a las áreas de selva tropófila o de sabanas. En el caso de las hormigas herbívoras de la imagen es bueno señalar que no es exactamente así siempre. Son más bien hormigas agricultoras, que traen al subsuelo grandes cantidades de hojas, no para alimentarse directamente con ellas, sino para generar un alimento que pueda fermentarse y servir de nutriente para bacterias, microorganismos y fundamentalmente hongos que, a su vez, les sirven a ellas de alimento.

## Tipos de selvas
Los varios tipos de selva dependen de múltiples factores tales como la humedad, estacionalidad, latitud y altitud. Dentro del más amplio sentido de lo que se denomina selva, podemos diferenciar entre los siguientes tipos:

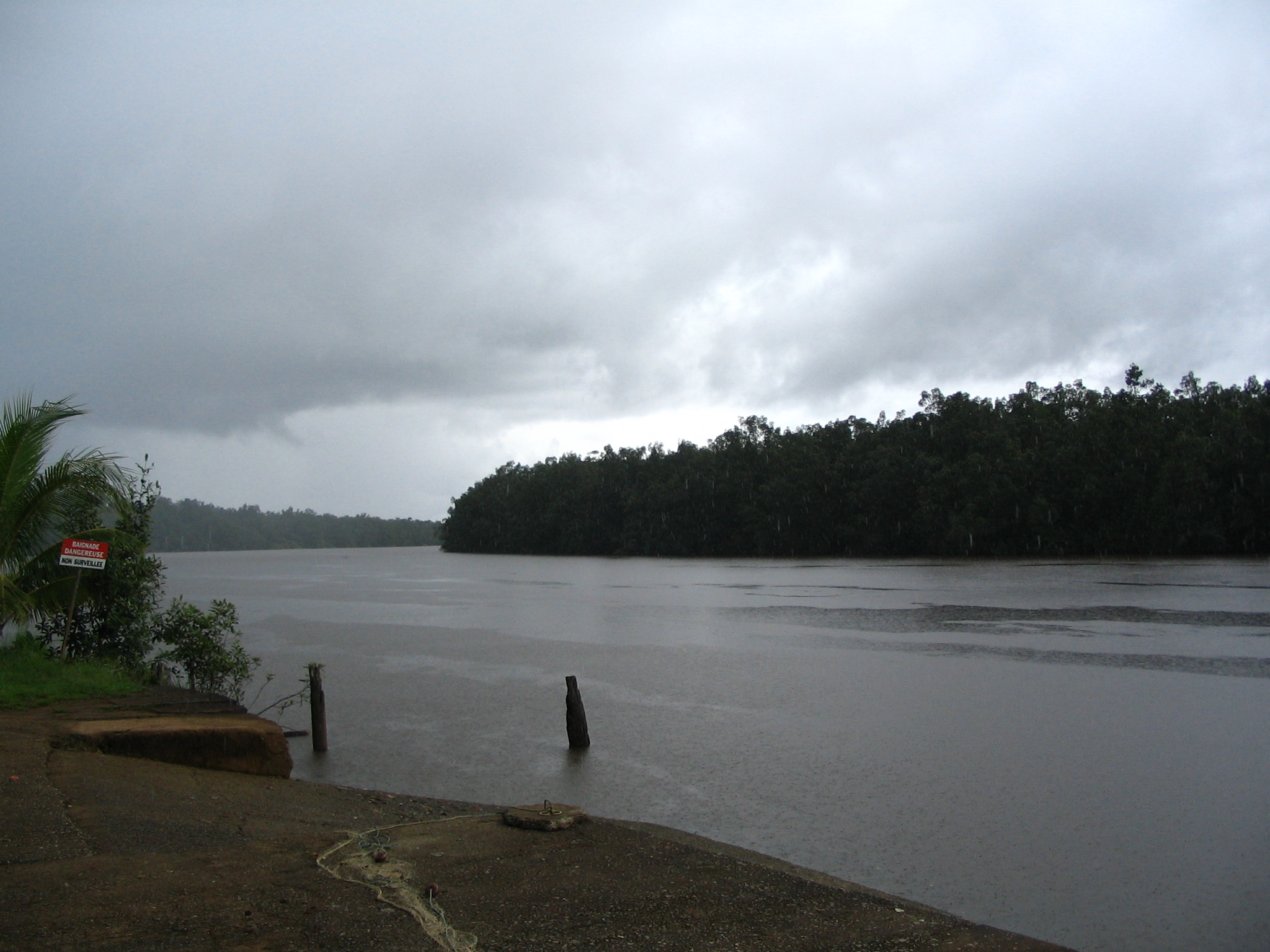
Río Comté, en un día lluvioso, cerca de la población de Roura, selva ecuatorial de la Guayana francesa

### Tipos según la latitud y temperatura

#### Selva ecuatorial
Selva ecuatorial es la más exuberante y biodiversa, se presenta en la zona ecuatorial, por lo que está relacionada con el clima ecuatorial cálido todo el año . Es una referencia básica a 3 grandes regiones: La Amazonía (Sudamérica), El Congo (África) y Malesia (Insulindia y Nueva Guinea). Su temperatura promedio anual es de 26 a 27 °C, aunque es común llegar a los 35 °C de máxima en algunos días del año. Tiene cierta equivalencia con la selva tropical pero por definición no son exactamente lo mismo, pues no todas las selvas tropicales son ecuatoriales; en general mientras más cerca al ecuador terrestre, es más lluviosa.

#### Selva tropical
Selva tropical o bosque tropical, también llamada selva macrotérmica, denominaciones que hacen referencia a su clima tropical predominantemente cálido y superior a los 24 °C de temperatura media anual. Se considera un bioma terrestre de alta densidad biológica y está relacionada con la zona de convergencia intertropical, siendo también mayor el número de especies. En América se extiende hasta México y en África hasta Madagascar.

#### Selva subtropical

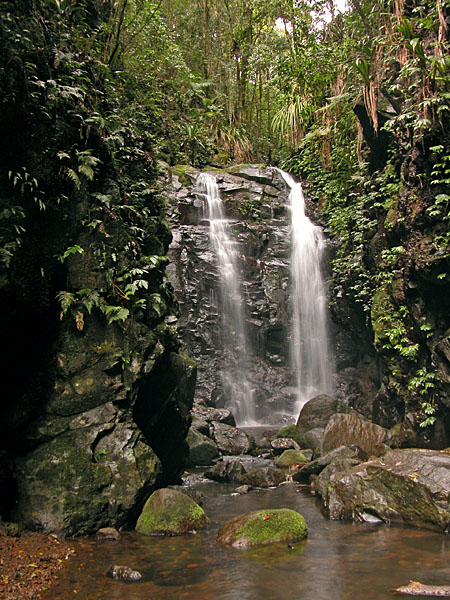
Box Log Falls, selva subtropical del Parque nacional Lamington, Queensland, Australia

La selva subtropical es característica del clima subtropical húmedo, con verano tórrido e invierno relativamente frío y tiene menor extensión que la selva tropical. Su temperatura media anual está entre los 18 y 24 °C. En Sudamérica se consideran subtropicales las selvas del sur de Brasil, Paraguay, norte de Argentina, y la de la isla Robinson Crusoe en Chile, así como la selva costera del África austral y áreas costeras del norte de Australia. La selva montana es también de clima subtropical aunque se encuentre a bajas latitudes.

#### Otras latitudes
En pequeñas zonas alejadas de los trópicos que presentan gran humedad, se forman bosques de frondosas muy poblados que rivalizan en exuberancia con sus pares de latitudes tropicales. Sin embargo se considera que es desaconsejable el uso del término selva en estos casos pues se suele reservar su uso para las regiones más cálidas.
- Selva templada, bosque laurifolio o laurisilva, se denomina a los bosques de clima templado lo bastante lluviosos como para producir una densa vegetación, como en el caso de la selva valdiviana del bosque templado valdiviano en Chile.
- Selva fría es como también se denomina al bosque subpolar lluvioso, el cual es siempreverde, biodiverso y se encuentra en las costas de fiordos y lagos glaciales, como se ve por ejemplo en algunas partes del bosque magallánico.

### Tipos según la humedad y estacionalidad

#### Selva lluviosa
La selva lluviosa, también llamada selva húmeda, pluvisilva o pluviselva, constituye para el WWF un bioma al que denomina bosques húmedos de frondosas tropicales y subtropicales. Este bioma por sí solo, es lo que podemos considerar como la selva propiamente dicha -según el uso más extendido del término-, ya que la condición de lluviosa es intrínseca al desarrollo del bosque denso, y hablar de una “selva lluviosa” o “húmeda” sería en última instancia una redundancia, que se evita al usar el término técnico pluvisilva (del latín pluvia = ‘lluvia’, y silva = ‘bosque’) que significa bosque lluvioso (rainforest en inglés). La pluviosidad está relacionada con la estacionalidad, por lo que en líneas generales son de dos tipos:

Oscilación de la vegetación mundial. Nótese que la vegetación es perenne en las regiones tropicales de la Amazonía, el Congo y el Sudeste de Asia.

- Selva perennifolia, siempre verde, pluvial, ombrófila, perhúmeda o muy húmeda. El término perennifolio alude a la vegetación de hoja ancha perenne, (permanente o siempreviva), propio de los climas que son lluviosos durante todo el año, diferente de los bosques perennifolios templados que suelen ser de coníferas. Puede haber una breve estación seca, pero en ella no más del 25 % de árboles pierde su follaje. En general se considera que una selva es perhúmeda cuando sus precipitaciones están por sobre los 4000 mm anuales en una selva tropical, o sobre 2000 mm en una selva subtropical o montana.[4] En México se le llama también selva alta debido al porte arbóreo que es superior a los 30 m de altura.

- Selva subperennifolia, estacional, monzónica, semiombrófila, mediana o húmeda propiamente dicha, en Brasil se denomina bosque estacional semideciduo[5] y es siempreverde parcialmente; también se le llama bosque húmedo caducifolio aunque en realidad solo los árboles altos dominantes son caducifolios. Se considera subperennifolia por presentar una pérdida parcial del follaje en la estación seca que puede estar entre el 25 y 50 %. En una selva húmeda (pero no perhúmeda), las precipitaciones están entre los 2000 y 4000 mm en una selva tropical, o de 1000 a 2000 mm en una subtropical o montana. El porte arbóreo va de 15 a 30 m. Se presenta con mucha frecuencia rodeando a las selvas lluviosas ecuatoriales y se considera un área de transición entre éstas y las sabanas o los bosques secos. Entre las selvas de este tipo destaca la región de la Mata atlántica del Brasil. La selva alisia se enmarca también dentro de este tipo de selva y se presenta en algunos países (Venezuela, por ejemplo), en zonas en las que el efecto orográfico actúa sobre los vientos alisios incrementando la pluviosidad y permitiendo la vegetación selvática en lugares en los que, de otra forma, tendrían vegetación de sabana.

#### Selva seca
La selva seca, tropófila, subhúmeda o decidua, alterna estaciones secas con estaciones lluviosas breves, propia de las regiones de clima tropical seco. El apelativo de selva para este tipo de ecosistemas es común en México, pero en el resto de países la denominación más común es la de bosque seco. Para el WWF constituye un bioma llamado bosques secos de frondosas tropicales y subtropicales. Presenta hoja caduca, ya que los árboles pierden la mayor parte de sus hojas durante la época de sequía que puede durar muchos meses. Se presenta en zonas de clima de sabana (Aw) en condiciones favorables del nivel freático. Contiene las especies maderables de mayor valor (maderas finas, muy pesadas, como la caoba y otras especies). Tiene menos especies por hectárea pero, en cambio, un mayor número de ejemplares de cada especie, lo que la hace atractiva para la explotación comercial (muy a menudo, excesiva, si no se va reforestando con las mismas especies a medida que se explotan). En México se le llama también selva baja debido a que el porte de árboles es inferior a los 15 metros. Estos bosques son típicos de la India, destacan también la Selva baja del Pacífico mexicano, el Bosque seco de Madagascar, el bosque seco ecuatorial, el Gran Chaco, etc. Pueden ser de dos tipos:
- Selva caducifolia, si pierde de un 75 a 100 % de las hojas durante los meses secos.
- Selva subcaducifolia, si pierde entre el 50 y 75 % del follaje.

### Tipos según la altitud

#### Selva basal
Selva basal, de planicie o de llanura, se define por su geografía de llanura y altura por lo general debajo de los 1000 m s. n. m., aunque otras fuentes la extienden solo hasta los 500 m s. n. m. En el Perú se denomina selva baja.
- Selva de tierras bajas, pero que no son inundables, son bajas en contraposición a la selva de montaña que son de tierras altas. A veces se le llama restingas.
- Selva aluvial: Puede ser una pantanosa o inundada si está cubierta de agua permanentemente o selva inundable o tahuampa si se inunda estacionalmente. Si está junto a un río se denomina vega. Se encuentran principalmente en Colombia, Perú, Brasil y la región del Congo.

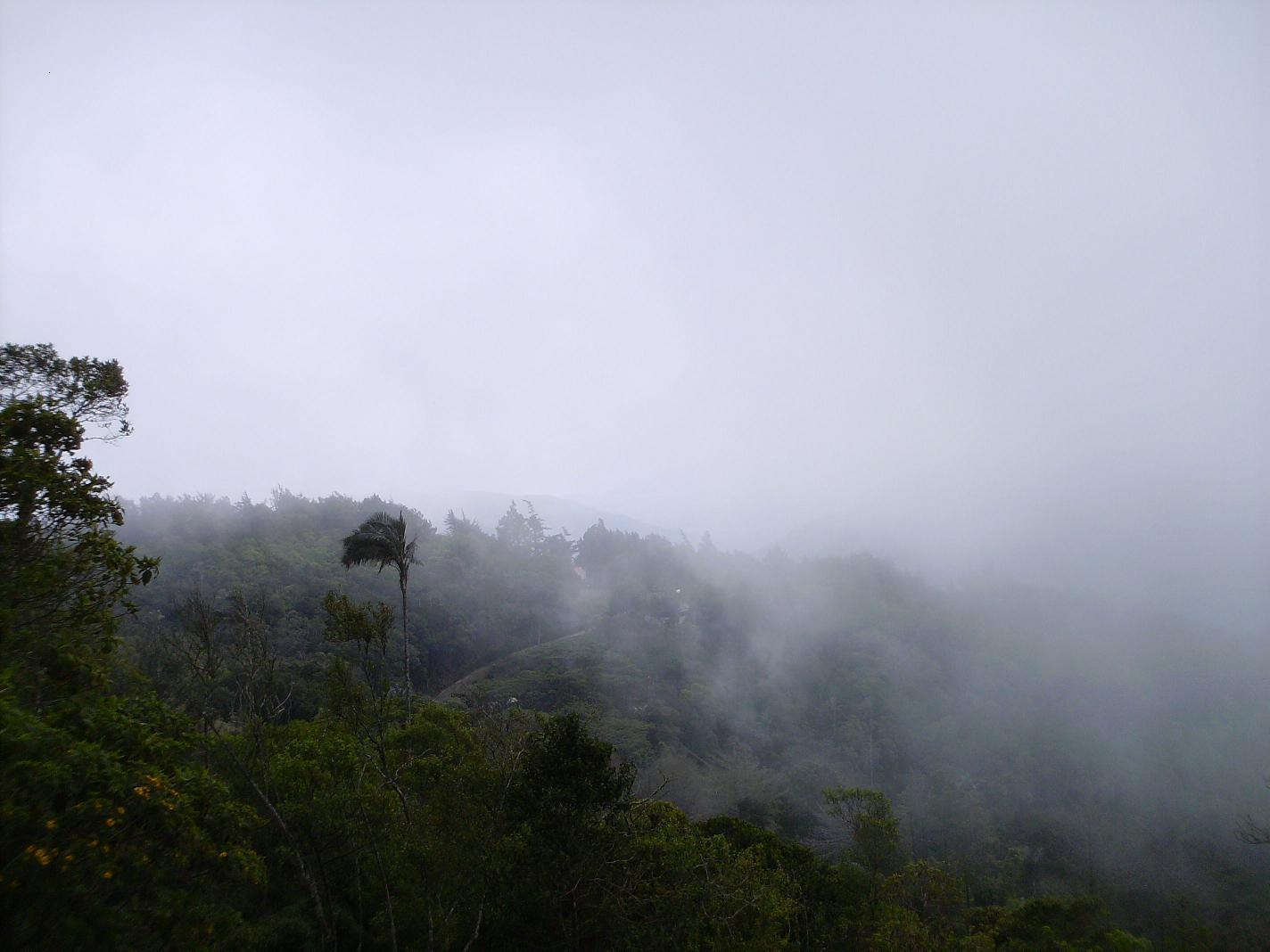
Panorámica de una selva nublada bastante intervenida por la agricultura, ubicada cerca de la Colonia Tovar (Venezuela) a unos 2100 m s. n. m.

#### Selva montana

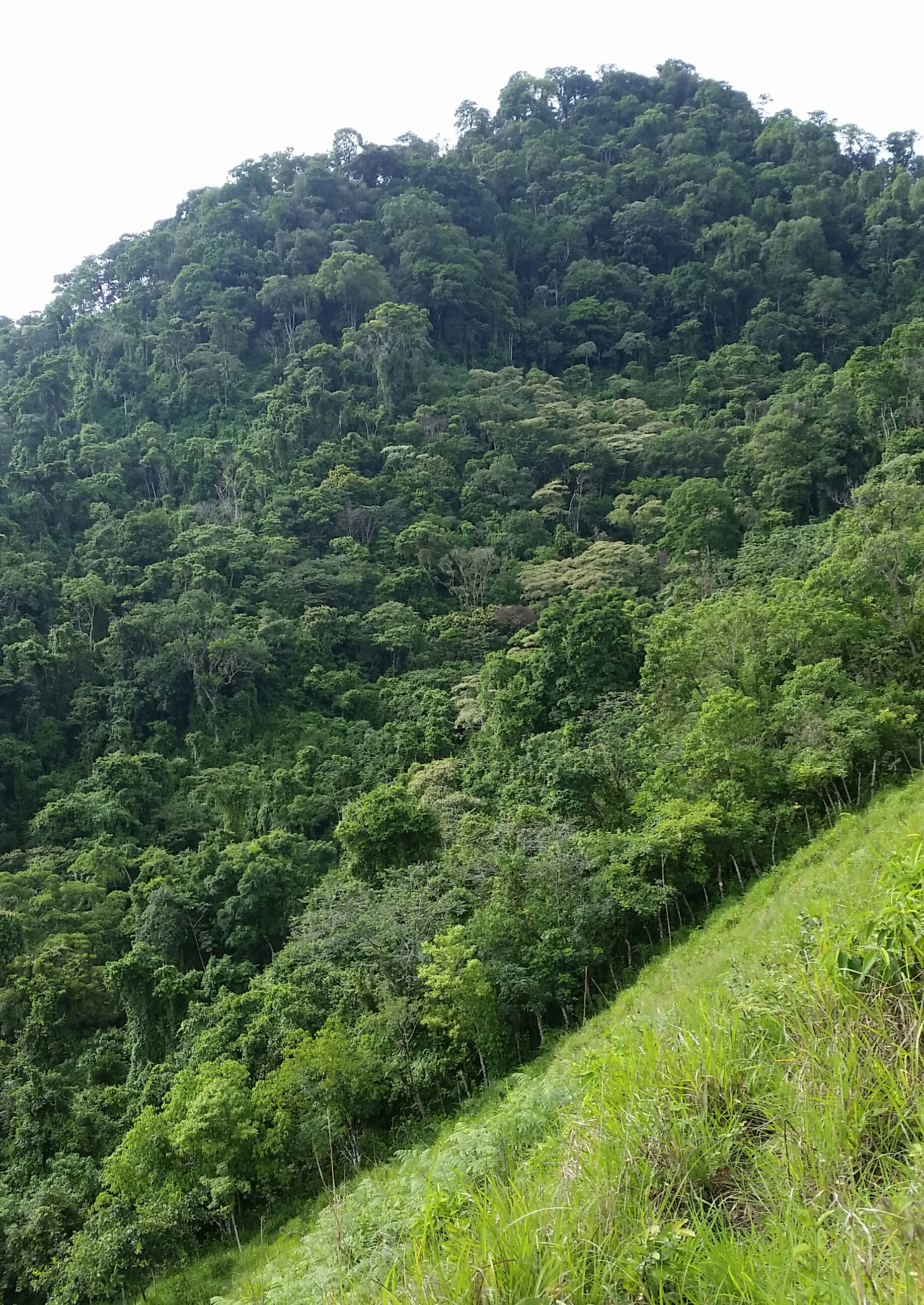
Selva de montaña al oriente de Honduras

Selva montana, también llamada selva de montaña, bosque nuboso, selva nublada, nimbosilva, selva alta o selva de tierras altas. La que se encuentra al oriente de la Cordillera de los Andes se denomina yungas. Según algunos autores, la selva montana limita hacia arriba con el bosque montano y hacia abajo con la selva pedemontana (pie de montaña) o de tierras bajas, esto implica que puede diferenciarse la selva montana del bosque montano, este último menos denso y de mayor altitud.
- Selva montana tropical: Suele presentarse dentro de la zona intertropical en las laderas de las montañas expuestas a los vientos dominantes, entre los 1000 y 2200 metros de altitud aproximadamente, que es la zona en la que el grado de la condensación de la humedad es más intensa. Presenta un clima tropical de altitud y existe gran cantidad de árboles y plantas de todo tipo, y su biodiversidad rivaliza con la de las selvas ecuatoriales de las tierras bajas. A mayor altitud el bosque húmedo puede extenderse hasta los 3800 m s. n. m. (bosque altimontano o altoandino).

- Selva montana subtropical: Su rango altitudinal es de 500 a 1300 m s. n. m., llegando a 1800 m s. n. m. en latitudes menores, se observa por ejemplo en la selva tucumano-boliviana.

### Selva de galería

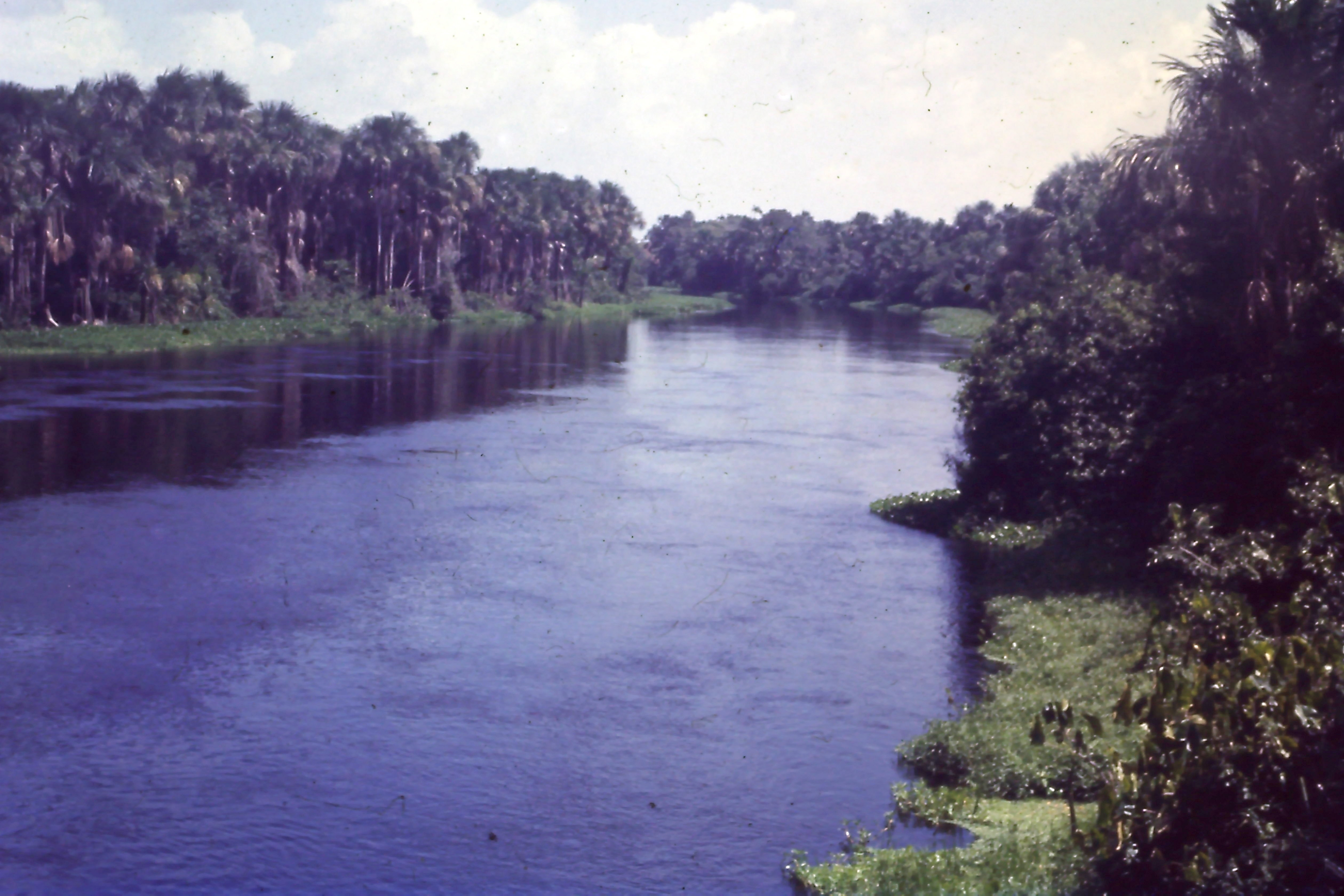
El río Morichal Largo, en el estado Monagas de Venezuela, es un tipo de río con una espesa selva de galería en sus riberas. El nombre de morichal se debe al predominio de la palmera moriche (Mauritia flexuosa) en este tipo de selva. A su vez, la espesa vegetación limita la existencia de afluentes y la pérdida de agua del cauce hacia la llanura de inundación circundante. El caudal de este río es relativamente abundante y constante a lo largo del año ya que su alimentación es freática: son las aguas del suelo y del subsuelo, es decir, las aguas subterráneas, las que alimentan ese caudal. El color oscuro del agua se debe a la carencia de sedimentos en suspensión.

Selva de galería o de ribera, ripisilva, ripario, soto, de cañada o marginal es la que rodea a los ríos de las llanuras en el bioma de sabana, propio de la zona intertropical. Como las orillas de los ríos presentan mayor altura que el resto de la llanura (por la acumulación de sedimentos y materia vegetal en los diques naturales), es allí donde crecen los árboles que vienen a formar una selva bastante espesa que a menudo suele continuarse con los ríos próximos. En una imagen de satélite pueden verse selvas de galería en varios ríos del Estado Apure (Venezuela) en el área cubierta por médanos procedentes de las arenas acarreadas por el río Orinoco ([]). Esta selva es típica de los llanos, la Guayana, la Meseta Brasileña, los esteros correntinos y extensas áreas del África intertropical.

### Morichales

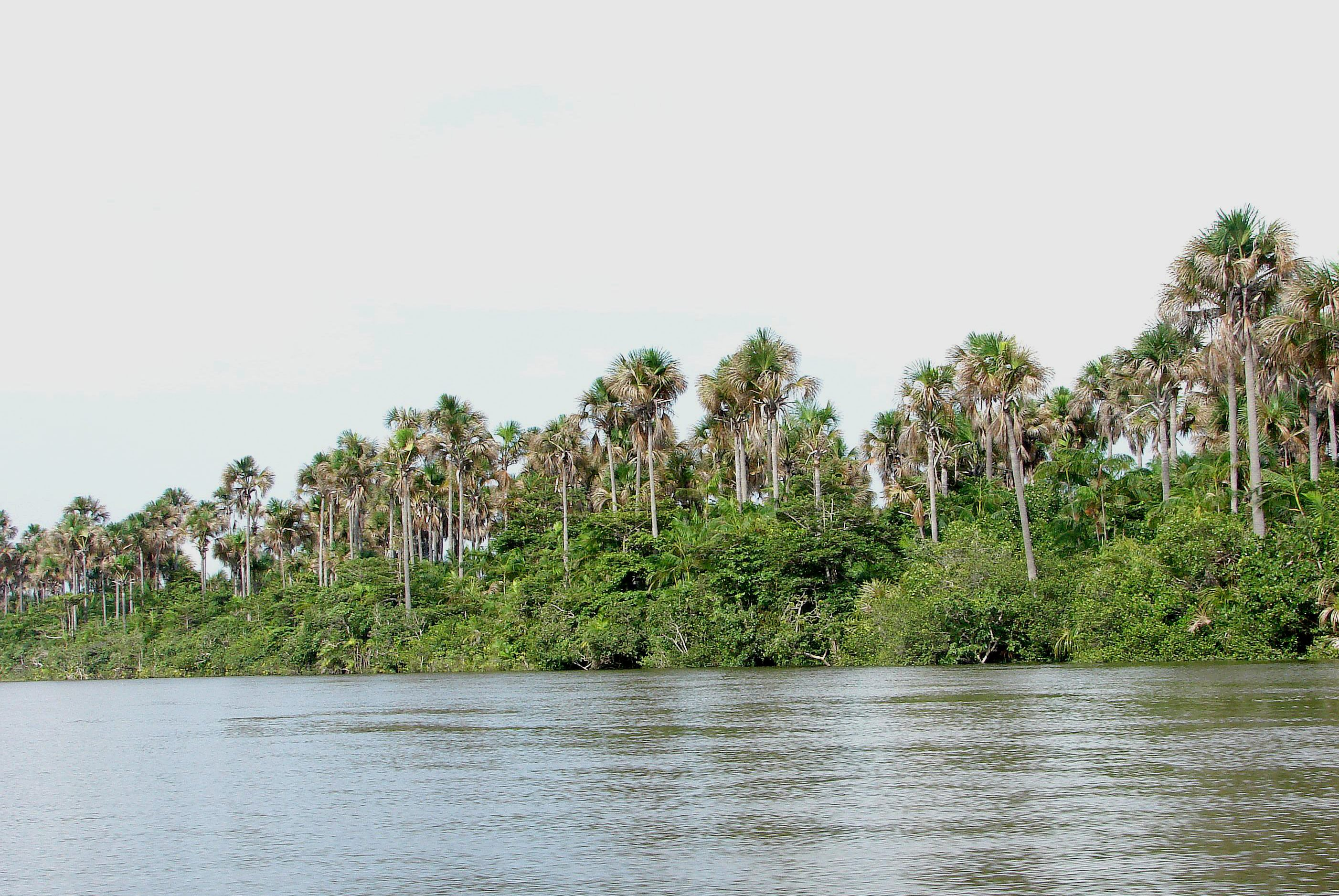
Morichal típico de las selvas de galería en la zona intertropical (buritizal en portugués), Maranhao, Brasil.

En Venezuela y otros países reciben el nombre de morichales las espesas selvas de galería que presentan algunos ríos (debido a la abundancia de la palma moriche), que en Brasil se llaman buritizales. Por lo general la anchura de estas selvas ribereñas suele ser escasa, salvo en condiciones muy favorables en las que se extienden por los interfluvios.
La vegetación de los morichales va incrementando progresivamente la altura de las riberas de los ríos, por lo que se va canalizando poco a poco el cauce de esos ríos. Por lo general, durante la época de lluvias, las aguas de los ríos de este tipo suelen desbordarse por los puntos donde el morichal presenta una menor espesura. Ello da origen a la formación de lagunas paralelas al cauce y de esteros en las zonas más bajas. De esta forma, las selvas de galería pueden definirse como las selvas que ocupan las riberas de los ríos en las zonas con clima Af (Tropical lluvioso) o Aw (clima de sabana).

## Principales selvas
En América
- Selva Amazónica, en América del Sur.
- Selva de Darién, en Panamá y Colombia.
- Serranía del Baudó y Región del Pacífico, Colombia.
- Reserva de la biosfera de Río Plátano en Honduras.
- Selva Lacandona, en México y Guatemala.
- Selva Paranaense en Argentina, Paraguay y Brasil.
- Pantanal, en Brasil, Bolivia y Paraguay.
- Yungas, en Perú, Bolivia y Argentina.
- Gran Chaco, en Argentina, Brasil, Bolivia y Paraguay.
- Selva central, en Perú
- Selva misionera, en Argentina, Brasil y Paraguay.
- Selva Tucumano-Oranense en Argentina.
- Selva Valdiviana, en el sur de Chile y suroeste de Argentina.
- Selva de Petén o Petenera, en Guatemala.
- Amazonía del Perú.
- Amazonía de Colombia.
- Amazonía del Ecuador.
- Bosque andino, en Colombia, Venezuela y Ecuador.
- Bosawás, en Nicaragua.
- Chiquitania, en Bolivia.
- Mata atlántica, en Argentina, Brasil y Paraguay.
- Escudo guayanés, en Brasil, Guyana, Guayana Francesa, Suriname y Venezuela.
- Caribe, en el mar mediterráneo americano.

En África
- Selva del Congo, en África Central.
- Selva montana guineana, en África Occidental.
- Selva guineana occidental de tierras bajas, en África Occidental.
- Selva guineana oriental, en África Oriental.
- Selva de Madagascar.

En Asia y Oceanía
- Malesia, entre Asia y Oceanía.
- Selva de Nueva Guinea.
- Selva de Borneo.

## La selva y el cambio climático
La vegetación de selva no sirve para fundamentar un supuesto proceso de cambio climático, ni siquiera tomando solo en cuenta la intervención antropogénica en su desaparición o transformación. Ello se debe a la extraordinaria estabilidad de la vegetación de selva: los árboles y plantas más antiguos que aparecieron en la Tierra siguen todavía creciendo en esta formación ecuatorial. Así, en las minas de antracita (el carbón de formación más antigua) y en otros restos de vegetales fósiles pueden distinguirse troncos, materias leñosas y hojas de helechos arborescentes, lo cual fundamenta la idea de que el ambiente climático ha seguido siendo el mismo a lo largo de cientos de millones de años, por lo menos, en las regiones intertropicales, ya que los helechos arborescentes, siguen desarrollándose en las selvas de hoy en día, con las mismas características ecológicas que las que existían durante el período carbonífero de la Era Primaria e incluso antes. Lo que ha sucedido en dichas regiones es una diversificación creciente de especies vegetales y adaptaciones de las mismas al clima. Además, las especies vegetales de la selva tienen su propia manera de defenderse de la intervención humana y no siempre el hombre ha triunfado ante su idea de la explotación de las selvas para hacerlas económicamente rentables convirtiéndolas en monocultivos de una sola especie de árboles. El proyecto del río Jari en Brasil (Jari Project en la Wikipedia en inglés), junto con algunos otros, podría servir de ejemplo de esta idea.

## El balance entre oxígeno y dióxido de carbono en las selvas
El oxígeno es el elemento más abundante en la naturaleza de acuerdo con su masa. Forma parte de las rocas de la litósfera, de la atmósfera (el oxígeno y el nitrógeno constituyen alrededor del 99 % de la atmósfera), de la hidrósfera (el agua tiene dos átomos de hidrógeno y uno de oxígeno), de los animales (formados también por una gran proporción de agua) y, desde luego, de las plantas. La masa de todos los seres vivos está formada en su mayor proporción por oxígeno y carbono. Pero la diferencia entre los animales y las plantas es que los primeros son consumidores y los vegetales son productores de alimentos. Ello significa que los animales solo pudieron aparecer en la Tierra después que aparecieran los vegetales. La diferencia que explica este hecho es que los vegetales producen biomasa a través de la fotosíntesis, que es el proceso por el cual los rayos solares proporcionan la energía suficiente para transformar, el dióxido de carbono y los minerales y agua del suelo o de la atmósfera, en hidratos de carbono, que vienen a ser las materias primas que los seres vivos utilizan para alimentarse, crecer y reproducirse. En el proceso de fotosíntesis se libera oxígeno libre que casi en su totalidad va a parar a la atmósfera o al agua (por la fotosíntesis de las plantas acuáticas). La cantidad de anhídrido carbónico que consume anualmente la vegetación mundial es enorme: cada año los organismos fotosintetizadores fijan en forma de materia orgánica unos 100.000 millones de toneladas de carbono.
Se ha calculado que el 28 % del oxígeno que consumen los seres vivos en nuestro planeta procede de las selvas intertropicales (). El resto procede, evidentemente, del resto de la vegetación tanto silvestre como cultivada que hay en el mundo, mucho más extendida en superficie, aunque no tan productiva como la que hay en las selvas en la zona intertropical que es donde la acción de los rayos solares tiene su máximo nivel. La mayor parte del oxígeno liberado por los vegetales procede del fitoplancton, es decir, de la materia vegetal existente en los mares a la profundidad donde llegan los rayos solares. Entre las plantas acuáticas se encuentran las de mayor biomasa existente en la naturaleza y algunas variedades de algas pueden alcanzar varios km de longitud.

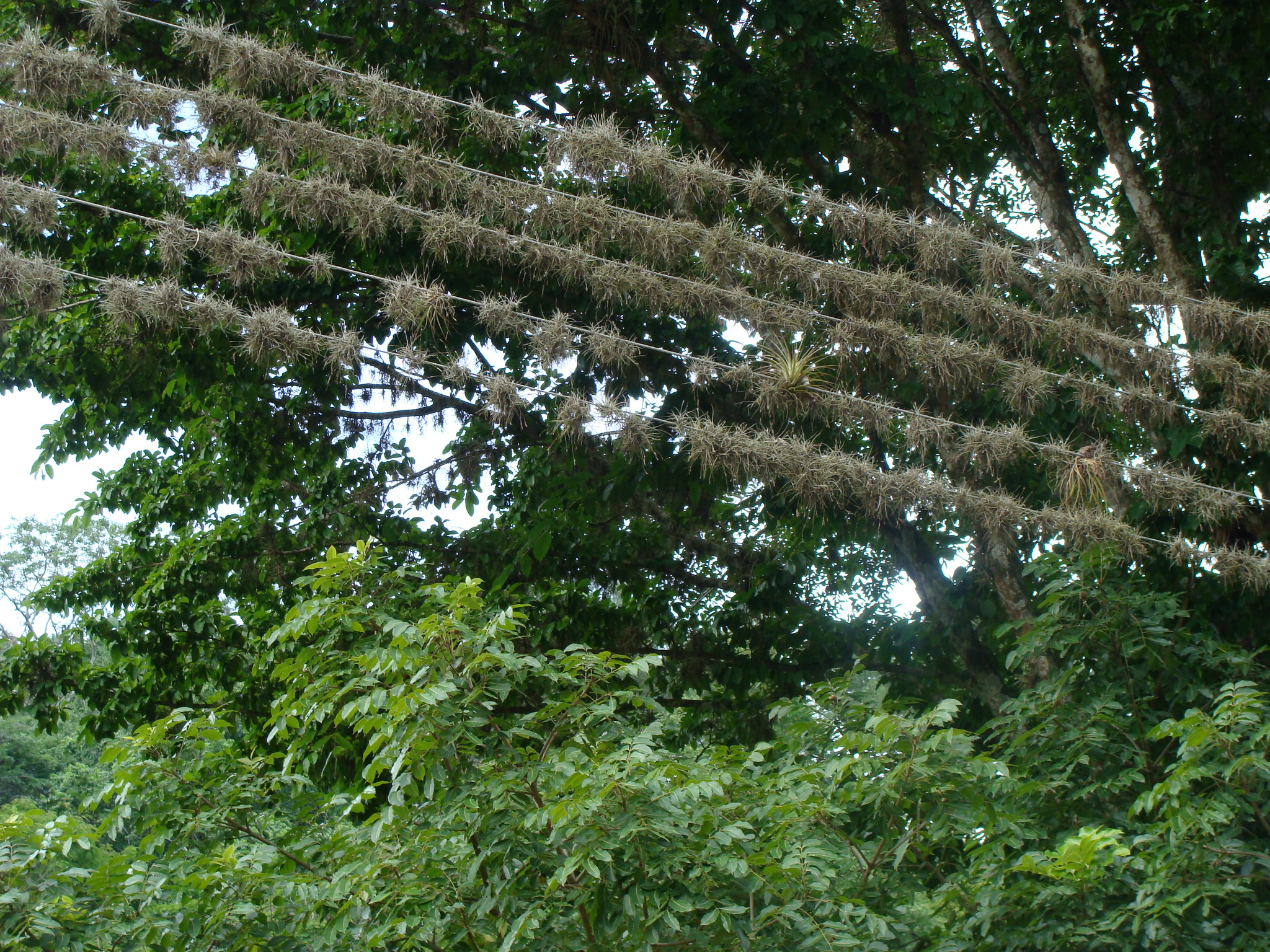
Plantas epífitas (bromelias), entre las que predominan las barbas de palo (Tillandsia) que viven en los cables del tendido eléctrico en un valle intermontano de la Serranía del Interior en Venezuela. No requieren suelo, pueden extraer de la atmósfera dióxido de carbono, agua y minerales de las partículas o polvo que flota en el aire.

Las selvas son conocidas como “los pulmones de la Tierra” basándose en que los pulmones son los órganos encargados de suministrar el oxígeno necesario para la respiración, desechando el anhídrido carbónico. En realidad, el efecto es el inverso: los vegetales se alimentan de CO2 y liberan oxígeno mientras que los animales absorben el oxígeno y liberan la mayor parte del anhídrido carbónico. A largo plazo y a escala global, el balance entre los niveles de dióxido de carbono y oxígeno suele ser bastante estable por dos razones principales: la que establece el principio de Lavoisier de que la naturaleza no se crea ni se destruye, sino que solo se transforma y la de que la absorción de anhídrido carbónico (o dióxido de carbono) es mucho mayor en las selvas de lo que se pensaba. La producción de biomasa en las selvas es enorme: unas 500 toneladas por hectárea cada año. 

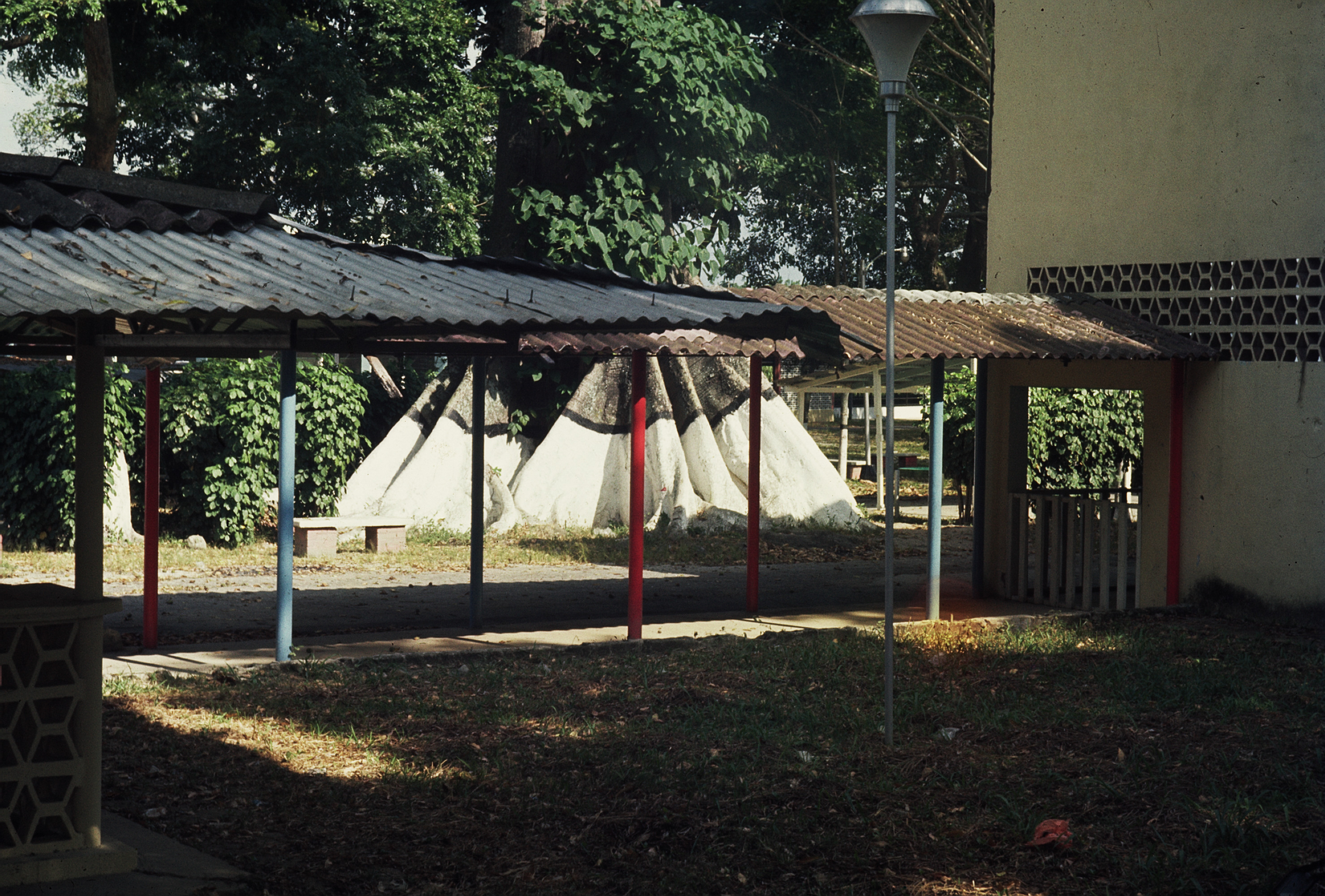
Contrafuertes del tronco de un árbol corpulento en un parque de San Felipe, Yaracuy, Venezuela

El estrato herbáceo es escaso en la selva, ya que el espeso dosel vegetal que forman los distintos niveles de árboles impide que llegue gran parte de la luz del sol al suelo. Por el contrario, si se abre un claro, el suelo rápidamente queda colonizado por una densa maraña de arbustos y árboles de rápido crecimiento (yagrumo, por ejemplo), que forman la vegetación pionera.

### Ecología
El balance de CO2 y O2 sin perturbar en la selva del Amazonas no es neutro, lo que significa que siempre consume más CO2 y libera más oxígeno del que consume, al revés de los animales. El problema es que este balance parece estar equilibrado cada año si tomamos en cuenta solo la biomasa que produce la selva. Pero para que las plantas sigan viviendo, aún sin producir nueva biomasa, requieren gran cantidad de dióxido de carbono que toman de la atmósfera y agua tanto de la misma atmósfera como del suelo. Esto se evidencia en las imágenes infrarrojas tomadas desde el espacio, de las selvas y bosques, donde la vegetación que está sana aparece de color rojo, lo que demuestra la producción de energía de esa vegetación en forma de calor a través del proceso conocido como transpiración o evapotranspiración lo cual evidencia fácilmente el consumo de dióxido de carbono y la liberación de oxígeno, proceso que hace posible la vida de animales y seres humanos en nuestro planeta. En cambio, la vegetación enferma por parasitismo o sequía por falta de agua aparece de color claro, casi blanco. La selva contiene una enorme cantidad de biomasa y convierte el CO2 de la atmósfera en alimentos, es decir, en los hidratos de carbono que constituyen la base de esa biomasa. En definitiva, la vegetación, tanto terrestre como aérea o acuática es la responsable de mantener la proporción de dióxido de carbono en un 0,046 % a escala global, porcentaje cuyo bajo nivel no se explicaría sin la existencia de los vegetales.
Infortunadamente las selvas tropicales han sido objeto de clareos y talas indiscriminadas desde hace más de un siglo, lo que está reduciendo rápidamente su área por todo el mundo. En la década de 1990, se estima que hubo una reducción anual de 58.000 km². El 14 % de la superficie de la Tierra estaba cubierto de selvas primarias, mientras que en la actualidad, este porcentaje se ha reducido tan solo al 6 % y al ritmo actual de deforestación, éstas habrán desaparecido alrededor del año 2050. Las selvas primarias son reemplazadas por vegetación secundaria de crecimiento rápido pero de menor valor desde el punto de vista de la conservación de los ecosistemas. Los biólogos consideran que gran cantidad de especies están siendo abocadas a la extinción —posiblemente más de 50.000 al año— debido a la eliminación de su hábitat. Sin embargo, tampoco se sabe cuál es el número de especies nuevas que aparecen cada año. Más aún, tampoco se ha estudiado la extensión de zonas desérticas o inundadas que son rescatadas para el uso agrícola cada año. Si observamos imágenes de satélite del Sáhara veremos en algunas zonas que la extensión bajo riego va aumentando cada año, como puede observarse en Waddan, Libia, donde las parcelas marginales están cada vez más alejadas de la población y son más grandes y mejor delimitadas. Y también están proliferando los cultivos mecanizados (cultivos circulares) con riego automático por aspersión en pleno desierto del Sáhara. En resumen, el consumo de CO2 en las selvas es enorme y ello ocasiona que este gas se mantenga en niveles relativamente bajos. Obviamente, los niveles o proporciones de CO2 en las grandes ciudades son mucho mayores que en los paisajes de selva, pero ello es un problema local y no global.